# گروه خطی خاص

جدول کیلی برای

در ریاضیات، گروه خطی خاص (به انگلیسی: Special Linear Group) (که معمولاً با نماد {\displaystyle \operatorname {SL} ({\it {{n},F)}}} یا {\displaystyle \operatorname {SL} _{\it {n}}(F)} نمایش داده می‌شود)، مجموعه تمام ماتریس‌های {\displaystyle n\times n} هستند که دترمینان ۱ دارند (پس بنابراین معکوس‌پذیر بوده، تحت ضرب ماتریسی بسته‌اند و نتیجتاً تشکیل گروه می‌دهند). این گروه، زیرگروه نرمالی از گروه خطی عام است که از طریق هسته هم‌ریختی زیر قابل تعریف است:
{\displaystyle \det \colon \operatorname {GL} (n,F)\to F^{\times }.}
که {\displaystyle F^{\times }} گروه ضربی میدان {\displaystyle F} است (یعنی {\displaystyle F} بجز صفر).
این عناصر «خاص» هستند، ازین منظر که تشکیل زیرواریته‌ای از گروه خطی عام داده که در یک معادله چندجمله‌ای صدق می‌کنند (چرا که دترمینان چندجمله‌ای برحسب درایه‌های ماتریس می‌باشد).